# Sandro Chaves de Assis Rosa
Sandro Chaves de Assis Rosa (19 mei 1973) is een voormalig Braziliaans voetballer.

## Clubcarrière
Sandro speelde tussen 1992 en 2006 voor JEF United Ichihara, Honda, FC Tokyo, Oita Trinita en Pogoń Szczecin.